# Bridge (пісня)
«Bridge» — пісня прогресив-метал гурту Queensrÿche, що входить до їх альбому 1994 року Promised Land.

## Чарти
| Чарт                      | Позиція |       |
| ------------------------- | ------- | ----- |
| Billboard Mainstream Rock | 6       | [ 1 ] |
| UK Singles                | 40      | [ 2 ] |